# الآلة الدنيئة
الآلة الدنيئة (بالإنجليزية: Mean Machine)‏ هو فيلم كوميدي رياضي بريطاني من بطولة فيني جونز، دايفيد كيلي، جيسون ستاثام، جيمي سيفيز، داني داير وستيفن والترز، صدر الفيلم في 26 ديسمبر 2001.

## روابط خارجية
- الآلة الدنيئة على موقع IMDb (الإنجليزية)
- الآلة الدنيئة على موقع ميتاكريتيك (الإنجليزية)
- الآلة الدنيئة على موقع روتن توميتوز (الإنجليزية)
- الآلة الدنيئة على موقع نتفليكس (الإنجليزية)
- الآلة الدنيئة على موقع قاعدة بيانات الأفلام العربية
- الآلة الدنيئة على موقع ألو سيني (الفرنسية)
- الآلة الدنيئة على موقع Turner Classic Movies (الإنجليزية)
- الآلة الدنيئة على موقع أول موفي (الإنجليزية)
- الآلة الدنيئة على موقع بوكس أوفيس موجو (الإنجليزية)
- الآلة الدنيئة على موقع فيلمافينيتي (الإسبانية)